# Oskar Ludwig Kummer

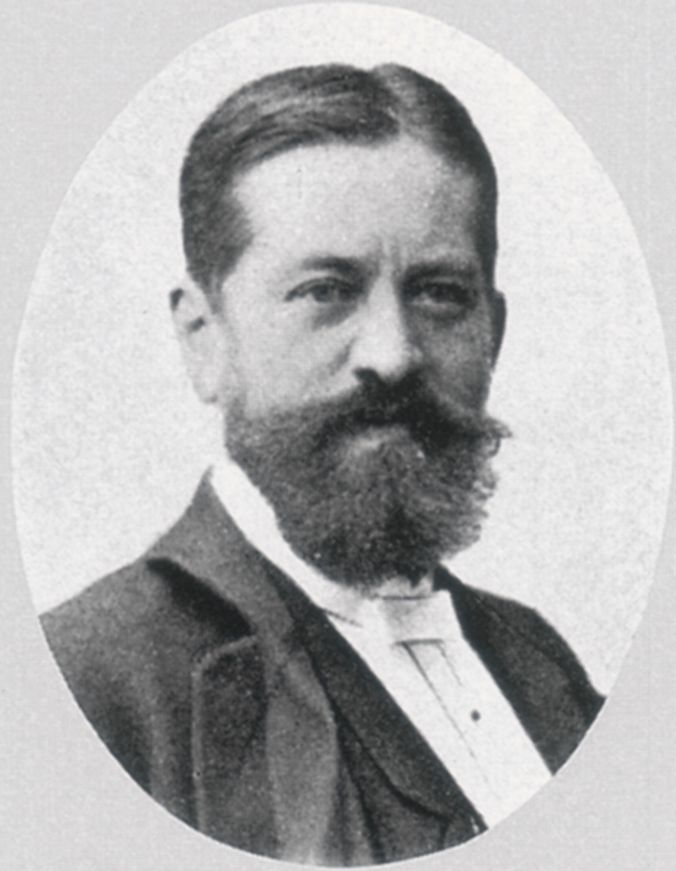
Oskar Ludwig Kummer

Oskar Ludwig Kummer (* 23. August 1848 in Dresden; † 4. April 1912 in Klotzsche) war ein deutscher Ingenieur und Unternehmer.

## Leben und Leistungen

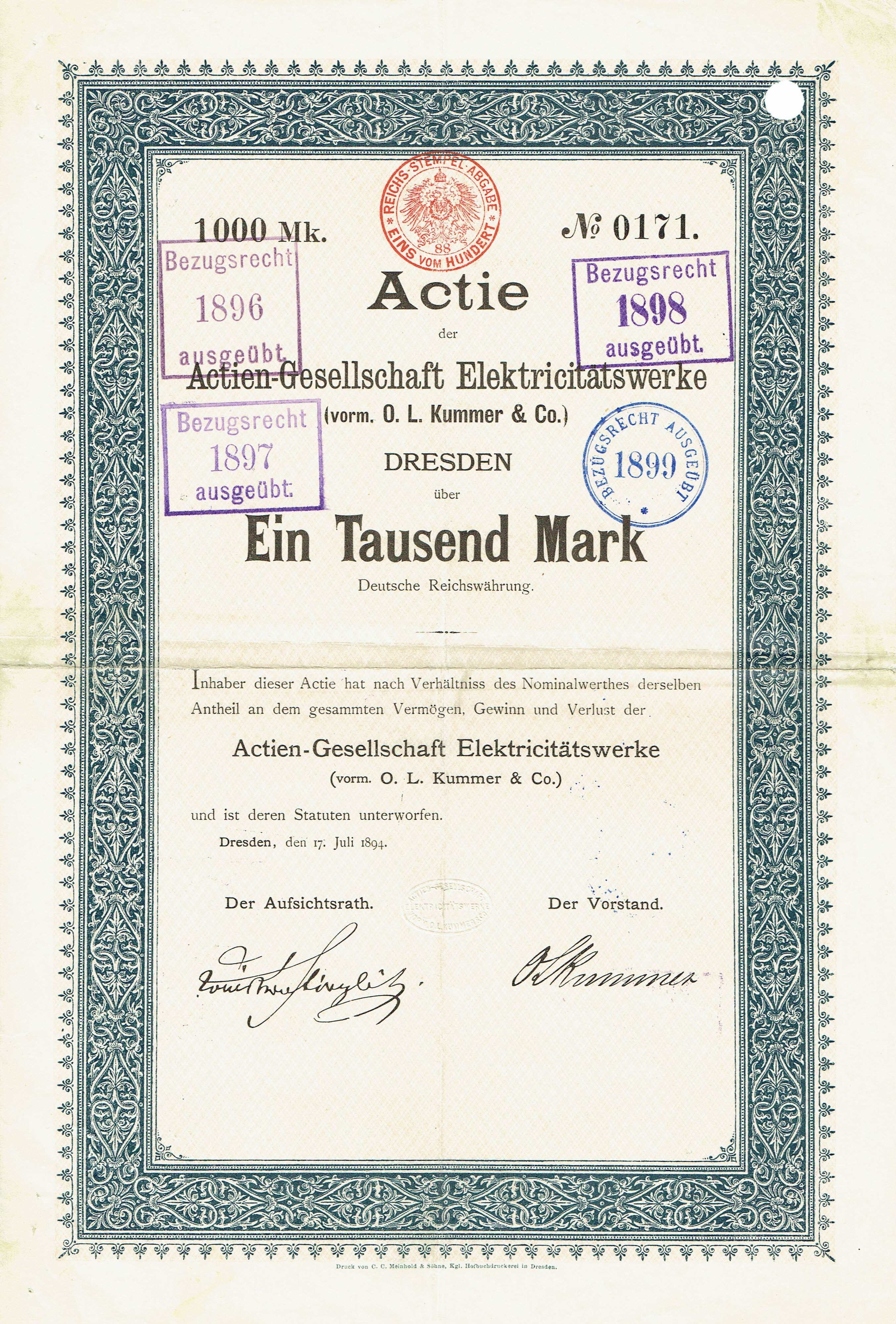
Aktie über 1000 Mark der AG Elektricitätswerke (vorm. O. L. Kummer & Co.) vom 17. Juli 1894

Oskar Ludwig Kummer, Sohn des Malers Carl Robert Kummer, war als preußischer Marineingenieur tätig. Er eröffnete nach dem Ausscheiden aus dem Dienst im Jahr 1888 in Niedersedlitz, einem damals kleinen Dorf an der Eisenbahnstrecke von Dresden nach Böhmen gelegen, unter der Firma Oskar Ludwig Kummer & Co. eine elektrotechnische Fabrik. Dort wurden bald – erstmals in Europa serienmäßig und industriell – Elektromotoren hergestellt. Damit schuf Kummer die Voraussetzung für die industrielle Nutzung der Elektroenergie im großen Maßstab und für die Verdrängung der bisherigen, auf Dampfkraft und Transmissionsantrieben beruhenden Antriebskonzepte. Sein Unternehmen firmierte ab 1894 als Actien-Gesellschaft Elektricitätswerke (vormals O. L. Kummer & Co.) und avancierte mit rund 2000 Beschäftigten bald zum größten Betrieb Sachsens mit Niederlassungen im gesamten Deutschen Reich. Im Jahr 1898 wurde ihm der Titel eines königlich-preußischen Kommerzienrates verliehen.
Er hat eigene Fahrschalter und Fahrmotoren für Straßenbahntriebwagen entwickelt, auch besondere Fahrgestelle mit mehreren elliptischen Blattfedern stammen von ihm.
1901 verließ ihn das unternehmerische Glück, nachdem er sich in einer Reihe von Projekten, wie dem Elektrizitätswerk in der Niederlößnitz oder auch der Ammergaubahn, der später ersten mit Einphasenwechselstrom betriebenen Bahnstrecke Deutschlands, oder der Dresdner Vorortsbahn, die er für den Transport seiner Arbeiter bauen ließ und die später nach ihm benannt wurde, engagiert hatte. Seine Firma war insolvent, bevor die Projekte vollendet werden konnten.
1903 wurde auf dem Gelände der Kummer-Werke das noch heute existierende Sachsenwerk gegründet.
Oskar Ludwig Kummer erkannte als einer der ersten die Bedeutung der Elektrifizierung für Industrie und Bahnbau. Er gab wichtige Anstöße zur industriellen Entwicklung des Großraum Dresdens und ganz Sachsens. Kummer ist Ehrenbürger von Murnau am Staffelsee.

## Familie
Oskar Ludwig Kummer hatte 1875 Franziska Auguste Sophie Imhof (* um 1854 in Rom; † 16. März 1944 in Dresden), genannt Fanny, Tochter des Bildhauers Heinrich Max Imhof geheiratet. Der Sohn Max Heinrich Robert, geboren 1876, starb, bevor er drei Jahre alt wurde. Kummer starb 1912 in Klotzsche und wurde auf dem Trinitatisfriedhof beigesetzt; das Familiengrab Kummer wurde 1969 eingeebnet.